# Serranía de las Baldías

La Serranía de las Baldías se encuentra localizado en el Altiplano norte de Antioquia, sobre la cordillera central, en el Departamento de Antioquia (Colombia), entre los 2.700 y los 3.160 m.s.n.m, y tiene un área de 860 hectáreas, siendo así el páramo más pequeño de Colombia . Ubicado en el corregimiento de San Félix, entre las veredas Sabanalarga y Ovejas de Bello, en Medellín en el corregimiento palmitas (Medellín) y corregimiento San Cristóbal (Medellín), entre las veredas Urquitá, Sector Central y Boquerón, San José de la Montaña respectivamente, en San Jerónimo en la vereda Montefrío, y en San Pedro de los Milagros en el corregimiento Llano de Ovejas, y en la vereda Ovejas. Nacen las quebradas El Hato, La Aurra, La García, La Iguaná, La Loca, La Madera, La Miserenga, entre otras. 
- Datos: Q23727435